# Chiller

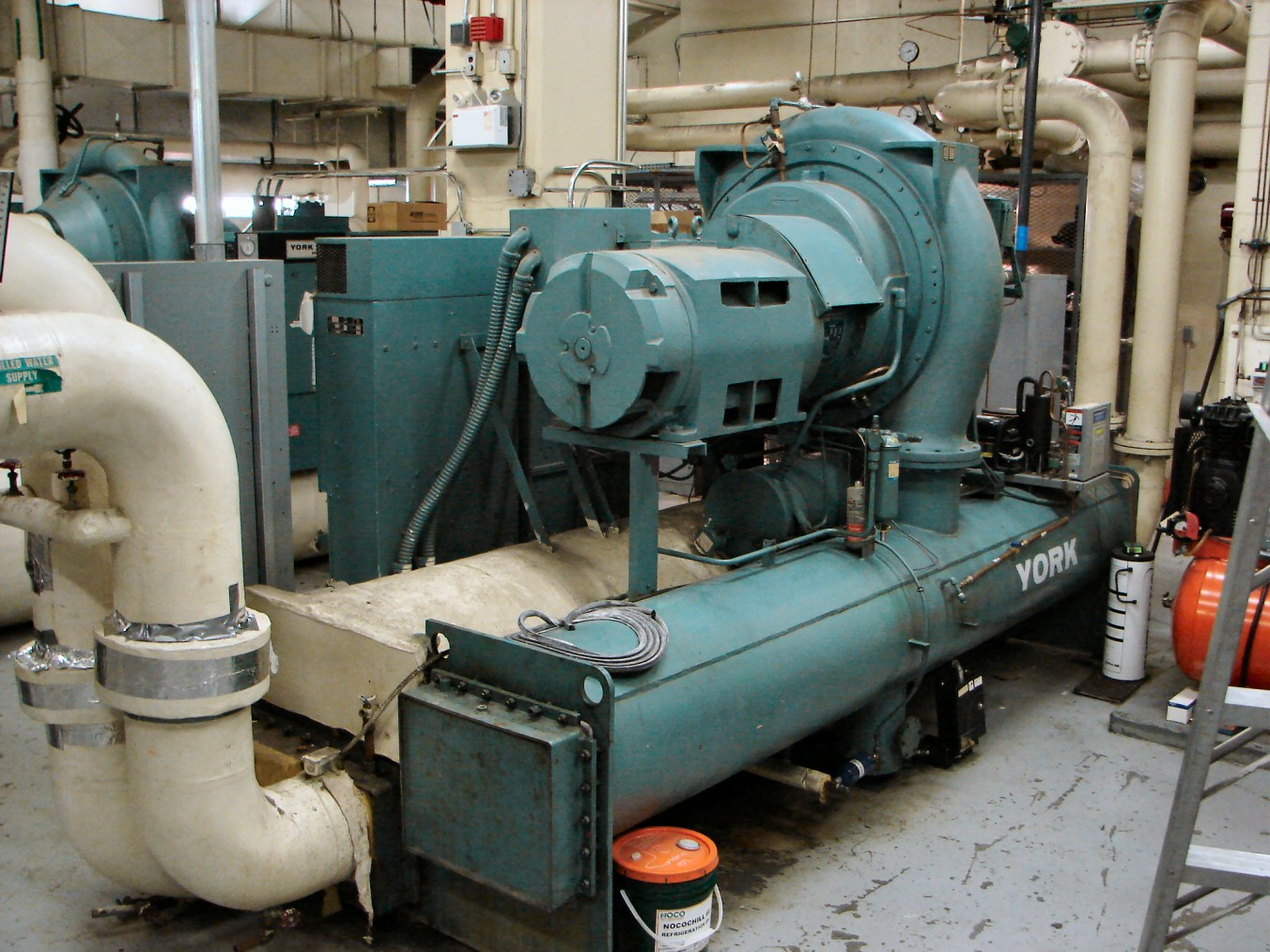
York International máy sản xuất nước lạnh

Chiller là loại máy phát sinh ra nguồn lạnh để làm lạnh các đồ vật, thực phẩm. Ở máy lạnh người ta luôn thấy 1 nguồn lạnh và 1 nguồn nóng hơn môi trường xung quanh dù chạy với nguyên lý nào. Thực ra máy lạnh cũng là máy bơm nhiệt. Tùy theo mục đích sử dụng mà người ta gọi cho thích hợp. Ở máy lạnh nguồn lạnh được sử dụng là mục đích chính, trong khi máy bơm nhiệt, nguồn nóng chủ yếu phục vụ chính cho nhu cầu. Nhiều trường hợp thuận lợi ta có thể thiết kế sử dụng cả hai nguồn nóng và lạnh, tiết kiệm được rất nhiều năng lượng. là máy sản xuất nước lạnh dùng trong hệ thống điều hòa không khí trung tâm, sử dụng nước là chất tải lạnh. Nước sẽ được làm lạnh qua bình bốc hơi (thường vào 12 độ và ra 7 độ). Thực chất máy chiller gồm 4 thiết bị chính của chu trình nhiệt căn bản là máy nén, van tiết lưu, thiết bị ngưng tụ và thiết bị bay hơi. Ngoài ra có thêm một số thiết bị khác. Thường thì chiller được sản xuất nguyện cụm không tách rời. Chiller phải đạt tiêu chuẩn theo ARI
Việc phân loại chiller có nhiều cách: Như theo máy nén (Piston, trục vít, xoắn ốc, ly tâm..), theo thiết bị ngưng tụ như giải nhiệt nước (water-cooled), hay giải nhiệt gió(Air-cooled), loại thiết bị hồi nhiệt (heat recovery), loại lưu lượng qua bình bốc hơi không thay đổi hay thay đổi lưu lượng nước,... Ngoài ra còn có loại Chiller hấp thụ.

## Đại cương
Trong 1 máy lạnh vận hành 1 chu trình nhiệt động khép kín qua đó nó sẽ thu nạp nhiệt năng ở nhiệt độ dưới môi trường xung quanh và thải ra môi trường xung quanh ở nhiệt độ cao hơn.

Sơ đồ nguyên lý hoạt động 1 tủ lạnh. A: Bếp, B: Bên trong tủ lạnh I: Lớp cách nhiệt 1: Bình ngưng 2: Van tiết lưu 3: Dàn lạnh 4: Máy nén

## Lịch sử
Vào giữa thế kỷ 18 người ta đã khám phá kỹ thuật làm lạnh bằng cách cho vào bình thủy tinh 1 lượng khoảng nửa bình chất hữu cơ Diethylether, là chất dễ bay hơi. Sau đó bơm hỗn hợp không khí và dung môi ra khỏi bình vào tạo ra lạnh xung quanh bình thủy tinh. Tuy nhiên người ta không triển khai cách làm lạnh này để ứng dụng cho đời sống. Mãi đến năm 1845 mới xuất hiện máy lạnh chạy thực dụng đầu tiên, được thiết kế bởi 1 bác sĩ người Mỹ tên John Gorrie ở Florida. Ông bác sĩ này tìm kiếm 1 giải pháp để giúp đỡ bệnh nhân chống lại cái oi bức của vùng Florida. Máy lạnh đầu tiên của ông Gorrie dùng để sản xuất đá lạnh và điều hòa phòng ốc. Tuy nhiên mô hình máy lạnh là 1 sự thất bại kinh tế (Bằng phát minh số 8080, ngày 06 tháng 5 năm 1851) cho ông. Sau đó vài năm ông Gorrie qua đời trong túng thiếu và bị người ta chê cười.
Đến năm 1870 máy lạnh mới được sản xuất có hiệu quả kinh tế mà ứng dụng nhiều nhất trong kỹ nghệ làm bia. Trong các doanh nghiệp lớn sản xuất máy lạnh đầu tiên phải kể đến kỹ nghệ gia người Đức Carl von Linde.

## Thiết kế hệ thống lạnh
Máy lạnh cung cấp nguồn lạnh dùng cho công kỹ nghệ, điều hòa không khí, làm nước đá hoặc làm lạnh để bảo quản thực phẩm. Cách làm lạnh được thực hiện trực tiếp hoặc gián tiếp. 1 dung môi lạnh (nước lạnh hoặc môi chất lạnh), được máy lạnh làm lạnh xuống qua 1 thiết bị trao đổi nhiệt với dàn lạnh sẽ gián tiếp làm lạnh các đồ vật cần làm lạnh. Còn cách trực tiếp thì đồ vật sẽ tiếp xúc trực tiếp qua dàn lạnh.

## Phân loại máy lạnh
Máy lạnh được chia làm hai loại chính: máy lạnh cơ động, sử dụng động cơ là máy nén khí để hoạt động và loại máy lạnh dùng môi chất thẩm thấu để vận hành trong quá trình trao đổi nhiệt. Hiệu suất máy lạnh cơ động thường cao hơn máy lạnh dùng môi chất thẩm thấu. Tuy thế mỗi loại máy có ưu và nhược điểm; máy lạnh cơ động thì năng động hơn, được thiết kế gọn gàng hơn, nhưng lệ thuộc thông thường nhiều nguồn điện để chạy máy nén. Trong khi máy lạnh dùng môi chất thẩm thấu thì ít cơ động hơn và thiết kế cũng cồng kềnh hơn, nhưng lại không phụ thuộc vào điện năng, mà dùng trực tiếp nguồn năng lượng đầu vào như dầu khí, than đá hoặc nguồn nhiệt năng khác để tái tạo lại hệ thống môi chất thẩm thấu chạy máy.

### Máy lạnh dùng môi chất thẩm thấu hòa tan
Máy lạnh loại này không cần sử dụng máy nén, mà sử dụng môi chất thẩm thấu hòa tan để thẩm thấu ga lạnh trong quy trình trao đổi nhiệt làm lạnh. Đặc điểm máy này thường dùng môi chất thẩm thấu hòa tan, thông thường là dung dịch muối Litibromid (LiBr), có chức năng hút ga lạnh và hòa tan ga lạnh hoàn toàn trong dung dịch. Trong quá trình thẩm thấu ga lạnh này sẽ sinh nhiệt và phải được thiết kế làm mát dung dịch. Khi dung dịch đã hút (thẩm thấu) no ga lạnh, dung dịch bão hòa ga lạnh sẽ được hâm nóng, qua hệ thống dầu khí hoặc nguồn nhiệt năng khác, để đuổi ga lạnh ra khỏi dung dịch: đó là quá trình tái tạo dung dịch để tái sử dụng lại trong chu trình nhiệt động khép kín, trong khi ga lạnh sẽ được ngưng tụ lại và tái sử dụng. Máy lạnh sử dụng môi chất thẩm thấu LiBr có thể làm lạnh đến 3 °C, trong khi với môi chất NH3 người ta có thể đạt đến nguồn lạnh -70 °C. Như vậy để chạy được loại máy này ta phải sử dụng nguồn năng lượng chính phát nhiệt qua dầu khí hoặc nguồn nhiệt năng khác.

### Máy lạnh dùng môi chất thẩm thấu bề mặt
Loại máy lạnh này chạy với 1 môi chất ở dạng cứng, chứ không dùng môi chất ở thể lỏng như ở phần trên. Môi chất này có tác dụng thẩm thấu ga lạnh trên bề mặt. Vì môi chất ở dạng cứng nên khó vận chuyển hoặc bơm được nên người ta phải thiết kế theo kiểu không liên tục, tức là phải sử dụng 2 bình chứa môi chất. Một bình chứa môi chất chưa thẩm thấu no ga lạnh để hoạt động trong quá trình sinh lạnh, thì bình kia đã bão hòa ga lạnh sẽ được xử lý qua nhiệt năng để tái tạo môi chất cho chu kỳ hoạt động. Mỗi chu kỳ của bình được thiết kế từ 6 đến 10 phút.

### Máy lạnh dùng môi chất thẩm thấu bề mặt khuếch tán
Máy lạnh này được thiết kế với môi chất thẩm thấu bề mặt giống như phần trên. Khác nhau chỉ ở chỗ hệ thống có thêm 1 khí trơ và nhờ vậy quá trình tái tạo môi chất sẽ hoạt động qua việc thay đổi áp suất và được sử dụng nhiều ở máy lạnh cắm trại hoặc phòng ốc khách sạn, khi khó có nguồn điện liên tục.

### Máy lạnh cơ động
Đây là loại máy phổ biến nhất, sử dụng máy nén,van tiết lưu, dàn lạnh và bình ngưng là các bộ phận then chốt. Trong chu trình khép kín, máy nén với công suất QA sẽ hút ga lạnh từ dàn lạnh có công suất QK và nén ga lạnh vào bình ngưng với áp suất và nhiệt độ cao. Trong bình ngưng ga lạnh sẽ được hóa lỏng và thải 1 lượng nhiệt năng ngưng tụ QH ra môi trường xung quanh. Ga lạnh dạng lỏng sẽ qua van tiết lưu, một mặt hãm áp suất xuống thấp, một mặt điều chỉnh lưu lượng ga lạnh vừa đủ để bốc hơi ở dàn lạnh và quá trình bốc hơi sẽ hút 1 công suất lạnh QK từ môi trường được làm lạnh như thực phẩm, đồ vật v.v... 
Theo định luật bảo toàn năng lượng ta có phương trình cho chu trình nhiệt động khép kín như sau: 
- QH = QK + QA
- Công suất ngưng tụ = Công suất lạnh + Công suất máy

Máy lạnh cơ động được dùng phổ biến nhiều trong đời sống thường ngày như tủ lạnh, tủ đông, máy điều hòa không khí, kho lạnh, băng trượt đá, lò sát sinh, nhà máy sản xuất bia và công nghiệp hóa chất, v.vv.

### Hiệu ứng Joule-Thomson, kỹ thuật lạnh của Linde
Dựa trên nguyên lý một số ga như Helium hoặc hỗn hợp ga như không khí gồm khí Nitơ và Oxygen mà các phân tử khí có tác động hút nhau, khi bị giãn nở ra, thì khí này hoặc hỗn hợp khí sẽ bị hạ nhiệt độ và tạo ra nguồn lạnh. Cho 1 nguồn không khí nén giãn nở ra ta sẽ làm lạnh được ¾ °C cho mỗi bậc 1 bar giảm áp suất. Nếu ta thiết kế nhiều chu kỳ nén- giãn nở liên tục, người ta có thể đạt gần được nhiệt độ không tuyệt đối tức gần -273 °C. Phương pháp này được ông kỹ nghệ gia người Đức Carl von Linde triển khai năm 1895 để hóa lỏng không khí. Không khí được nén ở áp suất 200 bar, làm mát xuống nhiệt độ thường và rửa sạch các bụi, khí CO2, hơi nước, tạp khí qua tiếp xúc với chất thẩm thấu bề mặt. Sau đó không khí nén sẽ được giãn nở qua 1 máy tua bin, 1 van tiết lưu và đạt được nhiệt độ hóa lỏng của không khí – 170 °C. Không khí lọc được chưng cất từng phần để tách khí N2, O2, khí trơ He, Argon v.v.. Kỹ thuật này vẫn được ứng dụng rộng rãi khắp thế giới hiện nay để sản xuất khí trơ, N2, O2 và cũng được gọi là công nghệ Linde. Để nén không khí tới áp suất 200 bar, người ta phải dùng máy nén nhiều tầng và đây là khâu tốn kém nhiều điện năng nhất. Một phần điện năng được phục chế lại qua tua bin ở chu kỳ giãn nở kể trên.

### Hiệu ứng Peltier
Cho 1 dòng điện qua 2 tấm bán dẫn, có tỷ lượng bán dẫn khác nhau thí dụ có lượng dương tính hoặc âm tính khác nhau, người ta thấy có hiện tượng: tấm bán dẫn có tỷ lượng bán dẫn cao sẽ lạnh đi, ngược lại tấm bán dẫn yếu sẽ nóng lên. Hiện tượng này được gọi là hiệu ứng Peltier, được ứng dụng nhiều để làm mát các linh điện tử trong kỹ nghệ điện tử, mạch điện, vi tính...

### Làm lạnh qua từ tính
Một số hợp chất như hợp chất Gadolinium có đặc tính là khi được từ tính hóa sẽ sinh nhiệt và ngược lại sẽ làm lạnh trong quá trình ngược lại, quá trình làm mất từ tính. Vì hợp chất này đắt tiền nên chỉ áp dụng trong trường hợp đặc biệt không được ứng dụng rộng rãi.

## Làm lạnh qua phương pháp bay hơi

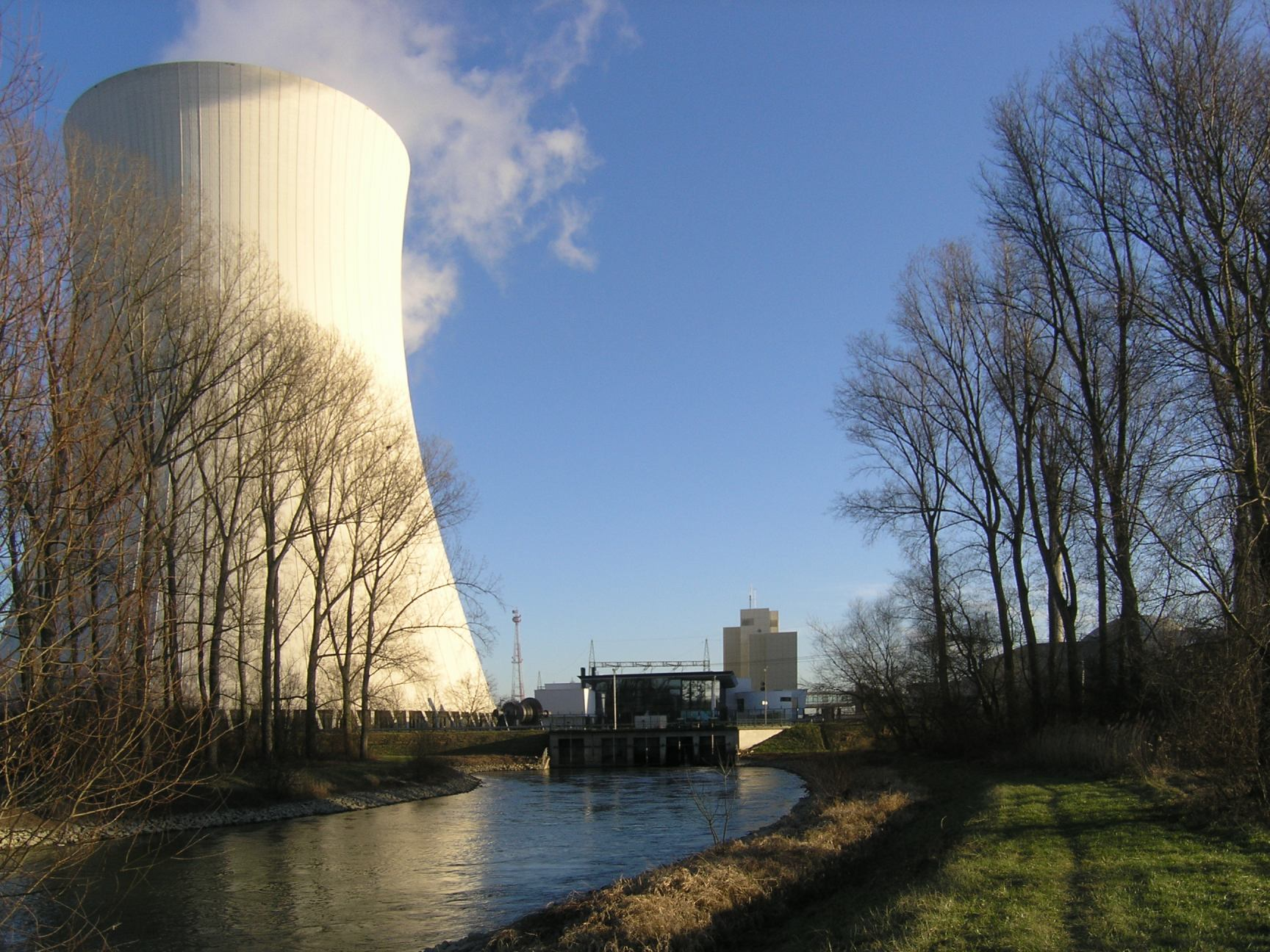
Hình ảnh hoạt động của 1 tháp nguội nhà máy nhiệt điện vào ngày đẹp trời

Mỗi một dung dịch lỏng trong môi trường không khí, có 1 áp suất bốc hơi nhất định, tùy theo nhiệt độ của dung dịch. Quá trình bốc hơi sẽ làm lạnh dung dịch. Làm tăng diện tích bề mặt tiếp xúc của 1 dung dịch trong không khí là làm tăng công suất bốc hơi và tăng công suất làm lạnh. Phương pháp này được ứng dụng nhiều trong các nhà máy nhiệt điện để làm mát nguồn nước làm nguội nhà máy qua các tháp nguội, qua đó nước được phun nhỏ và qua các hạt có diện tích bề mặt cao, chạy ngược chiều với luồng không khí trong tháp. Nước được bốc hơi sẽ cùng luồng không khí thoát ra trời. Thông thường hiệu suất các nhà máy nhiệt điện (điện năng) bằng khoảng 1/3 tính trên nhiệt năng tiêu thụ đầu vào từ dầu khí hoặc than đá, nên nhiệt năng phải thải ra ngoài chiếm đến 2/3 năng lượng đầu vào, tương đương như công suất làm mát của tháp nguội, nên lượng hơi nước thải ra qua quá trình làm mát rất lớn. Vào những ngày đẹp trời và hanh khô nếu có dịp đi ngang qua các nhà máy nhiệt điện, ta có thể chứng kiến các mây hơi nước rất lớn thoát ra từ các tháp nguội khổng lồ.

## Ga lạnh và ô nhiễm môi trường
Chu trình làm lạnh là 1 chu trình nhiệt động khép kín và ga lạnh chính là chất trung chuyển để thực hiện các quá trình làm việc trao đổi nhiệt lượng: bốc hơi - nén khí - ngưng tụ - giãn khí. Thời kỳ phát triển ban đầu kỹ nghệ lạnh người ta sử dụng nhiều nhất ga Ammoniac, NH3. Ga Ammoniac có năng lượng bốc hơi hay ngưng tụ cao, nhưng có một số nhược điểm trong kỹ thuật. Ammoniac ăn mòn đồng và các kim loại khác và chỉ sắt thép là vật liệu chịu đựng được, không hòa tan được dầu nhớt. Vì vậy cho máy lạnh chạy bằng ga Ammoniac, tất cả các bộ phận của máy lạnh phải làm từ sắt thép: dàn lạnh, máy nén, van tiết lưu, bình ngưng và ống nối, các bộ phận điều chỉnh như áp kế, nhiệt kế v.v. Ngoài ra nếu chu trình khép kín bị hở, Ammoniac có thể trộn với không khí thành 1 hỗn hợp gây nổ, chưa kể đến đặc tính độc hại và bốc mùi rất hôi với 1 lượng rất nhỏ (Vì vậy mà dân gian còn gọi Ammoniac là nước đái quỷ). Hơn nữa vì Ammoniac không hòa tan được dầu nhớt, nên máy nén phải được thiết kế một bộ phận tách dầu để bảo đảm việc bôi trơn máy nén. Do đó máy lạnh chạy bằng ga lạnh Ammoniak thiết kế khó khăn hơn, giá thành cũng cao hơn, tuy nhiên hiện nay vẫn còn sử dụng nhiều ở các nhà máy sản xuất nước đá với công suất lạnh rất lớn. Vì những nhược điểm nên sau này người ta đã sử dụng các hóa chất hữu cơ thuộc họ Methan, CxHy, có kết nối bão hòa với các nguyên tử Chlor hay Fluor làm ga lạnh, vì những ưu điểm sau đây:
- An toàn, không gây nên hỗn hợp nổ, không độc hại. Thậm chí ga lạnh loại này cũng còn gọi là chất chống nổ, chống cháy.
- Bền vững trong quá trình làm lạnh khép kín, không bị biến chất.
- Dễ hòa tan dầu nhớt, tiện lợi hơn cho thiết kế máy nén.
- Không tác dụng cũng không ăn mòn các kim loại mềm nên có thể sử dụng hợp chất đồng, nhôm v.v. cho các bộ phận làm lạnh như van tiết lưu, dàn lạnh, bình ngưng, áp kế, nhiệt kế, ống nối.
- Thường có áp suất bốc hơi cao hơn áp suất không khí bên ngoài, để chống hiện tượng không khí có thể thâm nhập vào chu trình lạnh.
- Có áp suất ngưng tụ không cao quá, để tạo thuận lợi thiết kế các bộ phận, linh kiện lạnh.
- Có nhiệt năng bốc hơi, ngưng tụ cao

| Tên quốc tế ga lạnh | Thành phần hóa học | Nhiệt độ bốc hơi ở áp suất 1 bar (°C) | Hệ số RODP | Hệ số GWP | Tuổi thọ trên tầng khí quyển (năm) |
| ------------------- | ------------------ | ------------------------------------- | ---------- | --------- | ---------------------------------- |
| R11                 | CCl3F              | 23,8                                  | 1          | 4.000     | 50                                 |
| R12                 | CCl2F2             | -29,8                                 | 1          | 8.500     | 100                                |
| R13                 | CClF3              | -81,5                                 | 1          | 11.700    | 600                                |
| R113                | C2Cl3F3            | 47,6                                  | 1,07       | 5.000     | 90                                 |
| R114                | C2Cl2F4            | 3,6                                   | 0,8        | 9.300     | 300                                |
| R115                | C2ClF5             | -38                                   | 0,5        | 9.300     | 1.700                              |
| R500                | R12 + R152         | -33,5                                 | 0,74       |           |                                    |
| R502                | R22 + R115         | -45,6                                 | 0,33       |           |                                    |
| R22                 | CHClF2             | -40,8                                 | 0,05       | 1.700     | 1,3                                |
| R123                | C2HCl2F3           | 27,1                                  | 0,02       | 93        | 1,4                                |
| R23                 | CHF3               | -82                                   | 0          | 11.700    |                                    |
| R32                 | CH2F2              | -51,8                                 | 0          | 650       | 5,6                                |
| R125                | C2HF5              | -48,5                                 | 0          | 2.800     | 33                                 |
| R134a               | C2H2F4             | -26,5                                 | 0          | 1.300     | 15,6                               |
| R143a               | C2H3F3             | -47,4                                 | 0          | 3.800     | 48                                 |
| R152a               | C2H4F2             | -24,7                                 | 0          | 140       | 1,8                                |
| R717                | NH3 (Ammoniac)     | -33,4                                 | 0          |           |                                    |
| R744                | CO2                | -78,5                                 | 0          | 1         | 100                                |

- Các tính chất cơ bản của ga lạnh và hệ số ô nhiễm môi trường

Tên quốc tế ga lạnh có chữ R ở đầu chữ, viết tắt từ tiếng Anh "Refrigerant", có nghĩa là ga lạnh. Các ga lạnh kể trên tuy khá bền vững, nhưng khi bị thải ra ngoài không khí gây ô nhiễm môi trường vì những hiệu ứng sau:
Các ga lạnh có chứa nguyên tử Chlor (Cl) khi bay lên tầng thượng tầng không khí cao sẽ bị tia cực tím của mặt trời phân hủy. Các ion Cl đơn tính phát sinh (Cl-, nguyên tử Cl có dư 1 electron) sẽ phá hủy tầng Ozon theo cơ chế sau: Trên thượng tầng không khí khi tia nắng mặt trời rọi thẳng vào không khí, có cường độ ánh sáng mạnh nhất, tia cực tím tác động vào phân tử O2, sẽ tách ra 2 ion O-. Ta sẽ có phản ứng hóa học tạo ra Ozon (O3).- O2 + O- ↔ O3. Chất Ozon không bền vững, lại tự tách ra O2 và O-. Phản ứng thuận nghịch này cho thấy tầng Ozon chỉ tạm thời tạo ra khi có tác dụng của tia cực tím mặt trời, và cũng chính tầng Ozon này ngăn chặn phần lớn tia cực tím xuống mặt đất. Tia cực tím có năng lượng cao có tác động xấu với hệ sinh vật. Khi có sự hiện diện của các ion Cl-, có cường thế âm tính hơn, khả năng cạnh tranh với ion O- cao hơn, phản ứng tạo ra Ozon bị kềm chế và ta có hiện tượng thủng tầng Ozon. Hệ số RODP, viết tắt từ tiếng Anh, Relative Ozon Depletion Potential, tạm dịch là hệ số hủy diệt tầng Ozon khi so sánh với ga lạnh R11. Xem trong bảng ta thấy hệ số này cao chỉ cho các ga lạnh có chứa nguyên tử Chlor, trong khi các ga khác, không có chứa Chlor, hệ số này bằng 0. Vì thế các nước kỹ nghệ như châu Âu đã cấm sử dụng ga lạnh R12. hạn chế sử dụng ga R22. Việc này cũng là đề tài tranh cãi trong kỹ nghệ lạnh, vì hầu hết ga lạnh dùng trong kỹ nghệ lạnh là nằm trong chu trình khép kín, ít thải ra ngoài. Trong khi số lượng các ga lạnh dùng trong các bình xịt tóc, keo, sơn bị thải ra môi trường rất lớn.
Hiệu số GWP, viết tắt từ tiếng Anh, Global Warming Potential, tạm dịch là hiệu suất nóng dần lên của trái đất qua hiện tượng nhà kính khi so sánh tương đối với khí CO2. Hệ số này khá cao của hầu hết các ga lạnh hiện đại. Hiện nay người ta cố gắng tìm ra các ga lạnh thay thế, ít gây ô nhiễm môi trường, nhưng vẫn chưa có các bước tiến bộ có tính đột phá.

## Hiệu suất máy lạnh
Hiệu suất máy lạnh được tính trên tỷ lệ công suất lạnh QK trên công suất tiêu thụ của máy nén QA.
1. εL = QK / QA Trong đó: Công suất bình ngưng QH = QK + QA
2. εL = (QH – QA)/QA = QH/QA – 1

Đo được nhiệt độ bốc hơi tK của ga lạnh ở dàn lạnh, nhiệt độ ngưng tụ tH ở bình ngưng, ta có thể tính được hiệu suất máy lạnh qua công thức:
εL = ŋC. TK/(TH – TK) = = ŋC. (tK +273,15) /(tH – tK)
- Trong đó: 
  - TK.- nhiệt độ tuyệt đối của tK tính bằng Kelvin = tK + 273,15
  - TH.- nhiệt độ tuyệt đối của tH tính bằng Kelvin = tH + 273,15
  - ŋC.- Hiệu suất Carnot khi so sánh giữa chu trình thực tế và lý tưởng, trung bình bằng 0,5 tức khoảng 50%.

Thí dụ: hiệu suất của máy điều hòa có tK = 10 °C, tH = 50 °C
εL = ŋC. (10 + 273,15)/(50 – 10) = 3,5 tức là cứ 1 kW công suất tiêu thụ điện của máy nén, ta có được 3,5 kW công suất lạnh.